# Juan Manuel González Arbeláez
Juan Manuel González Arbeláez (Rionegro, Antioquia,  Colombia 17 de enero de 1882-Roma, Italia, 4 de enero de 1966), fue un eclesiástico y escritor católico colombiano. 
Fue obispo de Manizales (1933-1934) y arzobispo Popayán (1942-1944).  

## Biografía
Nació en Rionegro, Antioquia, el 17 de enero de 1892 en una familia católica. Fueron sus padres José María González Arrubla y Obdulia Arbeláez Pérez. Su tatarabuelo José Joaquín González, tomó el sacerdocio después de enviudar, fue párroco de Rionegro y reconstruyó la iglesia parroquial, inaugurada el 8 de septiembre de 1804. José María Montoya, otro de sus tatarabuelos, fue uno de los firmantes del Acta de Independencia de Antioquia. Mons. González cursó sus estudios primarios en el colegio de Rionegro y luego, a los 16 años de edad, ingresó en el Seminario de Medellín, donde inició sus estudios en 1908; allí realizó la filosofía que terminó en sólo 2 años y cuatro años de teología, terminando sus estudios en 1913 a los 21 años. El 22 de noviembre de 1912 recibió el subdiaconado. Fue nombrado Prefecto General y Profesor en el mismo Seminario a principios de 1914 y en ese mismo año recibió el Diaconado. 

### Sacerdocio
El 17 de enero de 1915, luego de dispensa por edad, recibió la ordenación sacerdotal de manos del arzobispo Manuel José Cayzedo; contaba entonces con 23 años de edad.
El arzobispo Cayzedo lo envía a Europa a perfeccionar sus estudios en ciencias sagradas y régimen de seminario y así salió de viaje el 4 de agosto de 1921 arribando primero a París y en octubre se matriculó en el Seminario de San Sulpicio de esa ciudad, 1 año después se trasladó a Roma y allí estudió en los colegios (hoy universidades) Angelicum y en el Lateranense; estando allí el cardenal Basilio Pompili le ofreció una cátedra, la cual no aceptó. Obtuvo el Doctorado en Teología en 1925 y regresó a Colombia, acompañando en el barco al nuevo Nuncio Apostólico en Colombia mons. Paolo Giobbe (quien luego sería cardenal).
Ya en Colombia, fue nombrado temporalmente vicario sustituto en el pueblo de El Retiro, donde estuvo hasta finales de 1925, pues el 12 de diciembre de ese año fue nombrado rector del Seminario Mayor de Medellín cargo que desempeñó por 8 años desde su posesión en enero de 1926 hasta el 23 de noviembre de 1933. Durante esos años dictó clases de Teología Dogmática, de sagrada Escritura, Oratoria Sagrada… etc., en la Escuela de Derecho fue profesor de derecho romano; en ese entonces se destacó como filósofo humanista y sociólogo. Fue reconocido como un gran orador, pronunció la oración fúnebre a la muerte de mons. José Joaquín Arteaga y a la muerte del presidente Marco Fidel Suárez. Desde su regreso de Roma se hablaba entre el clero sobre su nombre para el episcopado y así en este tiempo le fueron ofertadas varias sedes en el país, como la sede de Pasto (1930) que no aceptó, y la coadjutoría en la sede Metropolitana de Medellín, pero el arzobispo Cayzedo se opuso a que le designaran un Coadjutor.

### Episcopado
Finalmente, el 3 de julio de 1933, fue nombrado obispo de Manizales, y el 29 de octubre de ese mismo año recibió la consagración episcopal en la nueva Catedral de Medellín (el primero consagrado allí), de manos del nuncio apostólico Paolo Giobbe, como consagrador principal; y fueron co-consagrantes Tiberio de Jesús Salazar y Herrera, coadjutor de Medellín, y Francisco Cristóbal Toro, obispo de Antioquia y Jericó. El 4 de diciembre de ese  mismo año tomó posesión y terminó así la sede vacante, pues fue a suceder a Tiberio de J. Salazar y Herrera, quien había sido nombrado arzobispo coadjutor de Medellín. En esa sede trabajó diligentemente, organizó la curia, el Seminario y la Administración diocesana. En diciembre de 1933 fundó la Comunidad de Hijas de María Deificadora que se extinguió en 1943. El 6 de mayo de 1934 consagró a su Vicario General el pbro. Diego María Gómez Tamayo, como obispo de Pasto. Realizó visita a las parroquias del noroeste de la diócesis. Además fundó el teatro San Juan Bosco al lado de la Catedral; y fundó el Colegio de Nuestra Señora del Rosario, que fue una de sus principales obras. En la sede de Manizales, realizó varias ordenaciones sacerdotales. Continuó la obra de la catedral e hizo avanzar la obra de la Acción Católica. En esta sede gobernó poco menos de un año.
El 6 de junio de 1934 el papa Pío XI lo nombró Arzobispo Titular de Eno, y Arzobispo Coadjutor de Bogotá, con derecho a sucesión. Elevado a dicho cargo al que llegó siendo aún muy joven y con solo un año de ser obispo. En ese mismo año comenzó la presidencia de Alfonso López Pumarejo y Colombia se preparó a presenciar los grandes cambios del partido liberal (anticlerical) con las reformas a la Constitución y al Concordato. En este tiempo asistió en Buenos Aires, Argentina, al XXXII Congreso Eucarístico Internacional, realizado entre el 9 y el 14 de octubre de 1934, viajó en barco desde Guayaquil, Ecuador, al lado del legado Pontificio y Secretario de Estado de la Santa Sede, el entonces Cardenal Eugenio Pacelli, futuro papa Pío XII. Después del evento regresó al país, llegó a Bogotá el 6 de enero de 1935 cuando llegaron las bulas y tomó posesión de su cargo en la catedral el 14 del mismo mes. El arzobispo Ismael Perdomo Borrero lo nombró vicario general de la Arquidiócesis de Bogotá. Continuó como administrador apostólico de Manizales. Expidió el decreto para la celebración de Congreso Eucarístico Diocesano en Manizales. El 21 de junio de 1935 erigió canónicamente la casa de beneficencia de las Hermanas Consoladoras del Sagrado Corazón, y decretó la construcción del nuevo Seminario de Manizales. Se desempeñó como Administrador Apostólico de dicha sede hasta el 23 de diciembre de 1935 a la llegada y posesión del nuevo obispo de Manizales.
Participó en el segundo Congreso Eucarístico Nacional realizado en Medellín, que inició el 14 de agosto de 1935, en el cual tuvieron lugar las primeras confrontaciones entre la Iglesia y el Estado. En dicho Congreso habló contra la prensa anticatólica. Y se pronunció en contra de lo expresado por el Consejo de Bogotá, que había sido invitado al Congreso que tenía apoyo oficial, pero los miembros del Consejo señalaron que para unirse al evento “los prelados colombianos se pronunciaran favorablemente sobre la reforma del concordato, el establecimiento de la educación laica, la supresión de las misiones catequizadoras, la adopción del divorcio vincular” y otros puntos. Juzgó la propuesta del Concejo como “ruin, infame, desvergonzada y canalla” y tomó juramento a la multitud "de defender la religión católica a costa de la vida misma". Esta reacción le ocasionó la ira del gobierno y de los liberales. El arzobispo González fue la cabeza de la oposición a la reforma del concordato que intentaron los gobiernos liberales en la década de 1930.
A principios de 1936 fue nombrado Asistente Nacional de la Acción Católica. Alentó la creación de Sindicatos de orientación Católica, en contraposición a los de inclinación izquierdista y a la creación del Frente Popular del presidente Alfonso López Michelsen en 1936. En este tiempo se esparció el rumor de que el prelado no tenía el derecho a sucesión, pero esto era falso. Trajo la casa madre de las Hermanas Deificadoras a Bogotá y de allí surgieron hermanas a fundar las casas de Tunja, Villeta, Buga, Pamplona y Cúcuta. El 15 de junio de 1936 el arzobispo Perdomo viajó a Europa, pero antes pensando que el clero capitalino no estaría conforme de ser gobernado por un antioqueño, y, de acuerdo con el Nuncio, se determinó que lo más prudente es que no estuviera en Bogotá y que era mejor esconderse un tiempo hasta el retorno del arzobispo residencial. Obedientemente, se escondió en la finca “La María”, y se dice que desde ese momento empezó una especie de persecución en su contra. Colaboró con el obispo Francisco Cristóbal Toro Correa para restablecer la diócesis de Antioquia en ese momento unida a Jericó. 
Siguiendo como Asistente Nacional, fue nombrado Asistente Arquidiocesano de la Acción Católica el 19 de febrero de 1937 y se le autorizó para organizar la junta ejecutiva. Fundó la casa editorial Lumen Cristi en Bogotá. Convocó el primer Congreso Nacional del Jocismo, Sección de la Acción católica, en Ibagué el 3 de mayo de 1938; y en agosto de ese mismo año congregó al Congreso Nacional de Maestros Católicos. El 11 de abril de 1939 el arzobispo Perdomo salió a Roma para la visita Ad Límina, desde ese momento el arzobispo González quedó establecido como Administrador de la Arquidiócesis de Bogotá con todos los derechos de gobernante, sin embargo sólo se enfocó en lo más necesario y urgente. Junto con el obispo Miguel Ángel Builes se opusieron al proyecto de matrimonio civil obligatorio que se planteaba y avanzaba en el congreso, por lo cual el arzobispo González es tildado de aliado del partido conservador. El 17 de enero de 1940 celebró sus bodas de plata sacerdotales en Bogotá, junto con sus amigos más allegados. En diciembre de 1940, anticipando la tormenta que se veía venir, se retiró a Sotaquirá en busca de reposo. Posiblemente por varias presiones y preocupado, puesto que se había convertido en un personaje incómodo para políticos, algunos gobernantes y eclesiásticos influyentes, presentó renuncia el 13 de febrero de 1941 al cargo de Arzobispo Coadjutor de Bogotá con derecho a sucesión. Volvió a presentar la renuncia el 6 de junio y el 29 de julio de ese mismo año. Finalmente, en febrero de 1942, la Santa Sede le aceptó la renuncia  «por razones eclesiásticas».

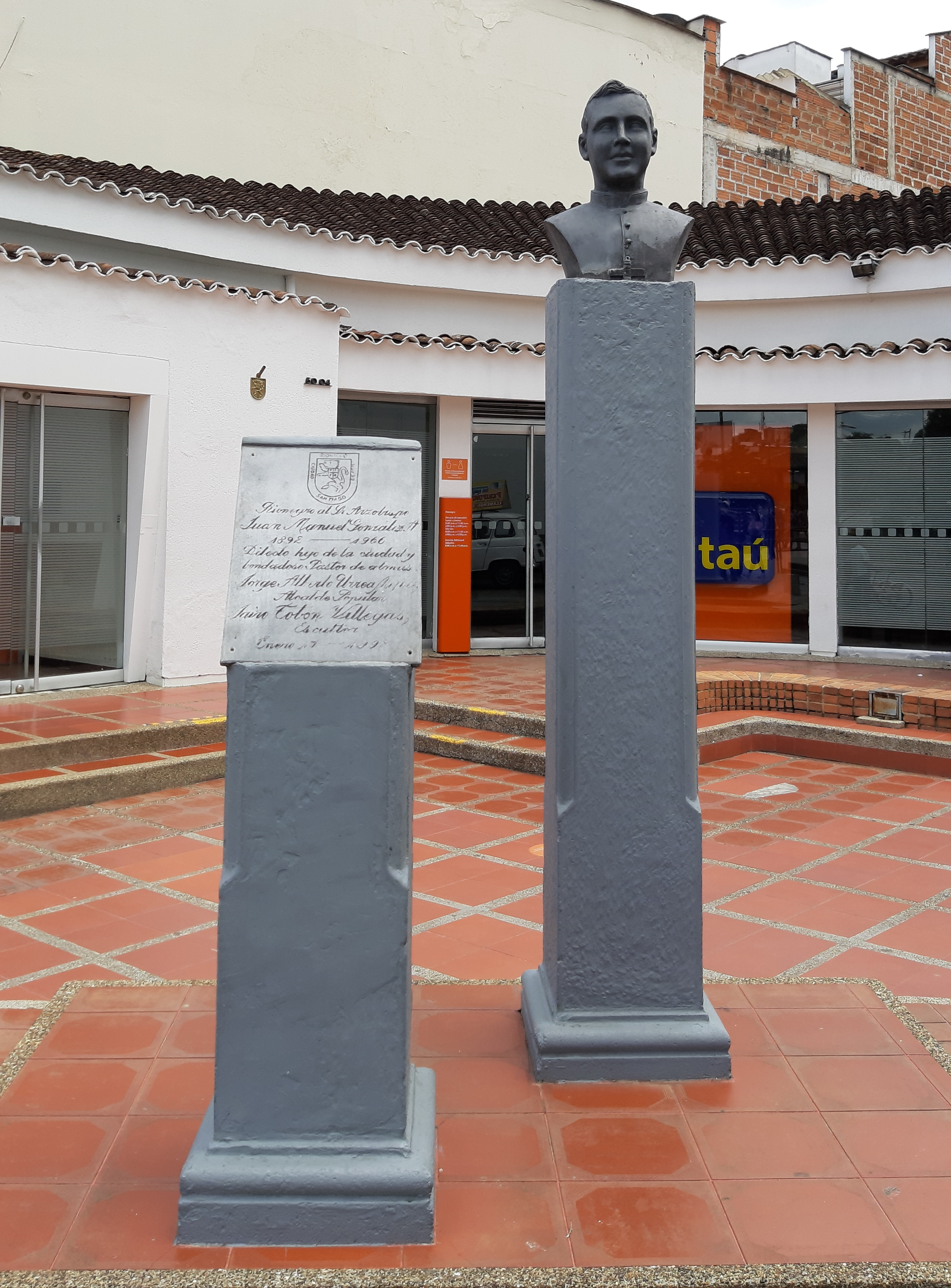
Busto del arzobispo Juan Manuel González Arbeláez en Rionegro.

El 20 de junio de 1942 el papa Pío XII lo nombró arzobispo de Popayán. Tomó posesión como Metropolitano en Popayán el 28 de julio de 1942. Su traslado a esta sede de Popayán dio lugar a muy enconadas interpretaciones, momento difícil en la historia eclesiástica colombiana. En Popayán organizó la curia realizando nombramientos como el de Provisor en manos del pbro. Jesús Antonio Castro Becerra; fundó Colegios como el de Nuestra Señora del Pilar, celebró el Congreso Mariano, realizó múltiples trabajos pastorales dando importancia a la liturgia, la Acción Católica. Realizó varias visitas pastorales y escribió elocuentes circulares y cartas a los feligreses caucanos. Trabajó por la formación de los sacerdotes y terminó la construcción del Palacio Episcopal.
Intervino en la recuperación de los dineros y venta de bonos de la Corona de Nuestra Señora de la Concepción “corona de los Andes” (perdida en 1936), para deshipotecar los bienes de la catedral. El 29 de septiembre de 1942 decretó prohibición en contra del periódico El Tiempo. Acerca de las Deificadoras, no se logró llegar a un acuerdo sobre el nombramiento de la Madre Superiora ya que la Santa Sede deseaba la sustitución de la Madre Ana Atehortúa y, por esto y otras irregularidades, el Vaticano ordenó la disolución de la Congregación los primeros días de enero de 1943, por lo cual ejecutó la orden, hecho que para él fue muy doloroso. Planificó en Popayán el Congreso Mariano Arquidiocesano con asistencia de altos prelados del país. 
El 31 de julio de 1943 tuvo entrevista con el entonces Nuncio Apostólico Carlo Serena, pero no salió favorecido en Roma por sus actuaciones en Bogotá, acusaciones de las que nunca se defendió y más bien optó por ausentarse del país. El arzobispo González estuvo demasiado inmiscuido en cuestiones políticas en momentos muy turbulentos por los que pasaba Colombia, lo que le generó muchos problemas. Luego viajó a Rionegro a visitar a su agonizante madre y en agosto de ese año regresó a Popayán. El 28 de diciembre de 1943 partió misteriosamente con rumbo a Europa y a principios de 1944 llegó a España. Probablemente sin que él lo supiera, ya la Santa Sede había decretado a Popayán como sede vacante.
En Roma pensaba aclarar algunos puntos referentes a cuestionamientos sobre su ministerio, la prensa señalaba erradamente varias teorías sobre su partida. Se señaló que pensaba regresar en febrero pero ya en España, los Capuchinos de la ciudad de Zaragoza donde se encontraba, le informaron que desde el 19 de febrero de 1944 se había declarado vacante la sede de Popayán y que se le había nombrado Arzobispo Titular de Oxirrinco; contaba en ese momento con 52 años de edad.

#### Vida posterior
Decidió radicarse en España definitivamente sin regresar jamás a Colombia. La Santa Sede le recomendó no regresar por el momento al país y así lo hizo. No regresó, pese a la persistencia de varios importantes dirigentes colombianos. El Papa, por mediación del cardenal Giobbe, le propuso nombrarlo Visitador de los Seminarios Españoles mientras se propiciaba su regreso a Colombia, pero su deseo era quedarse en España. Se le ofreció la Administración Apostólica de Medellín el 31 de octubre de 1950, pero finalmente no se concretó. Entre tanto permaneció en España con los Agustinos acompañando a los colombianos residentes en ese país. Recibió varias condecoraciones de parte de instituciones colombianas. Envió un hermoso manto, velo y su cruz pectoral a la imagen de Nuestra Señora de Arma, patrona de Rionegro (imagen coronada en 1958). Ayudó en la fundación del Colegio Miguel Antonio Caro para Universitarios Colombianos en Madrid. Estando en Europa, asistió a tres sesiones del Concilio Ecuménico Vaticano II, donde se encontró con los obispos colombianos, especialmente con los prelados “paisas”, que asistían igualmente a las sesiones. En julio de 1963 celebró sus bodas de oro sacerdotales en el seminario teológico Salesiano al que se vinculó estrechamente. Escribió mucho y en especial poemas y en varios de ellos se ve su inquietud y dolor ante sus circunstancias adversas. Antes de participar en la cuarta y última sesión del Concilio, se le descubrió que padecía un cáncer grave en los huesos que ya le había consumido cuatro costillas. Cuando se hizo público su enfermedad recibió numerosas visitas de parte de personalidades colombianas y europeas. Su enfermedad duró 3 meses sin poder asistir a la última sesión del Concilio. Murió en Roma al medio día del 4 de enero de 1966 a los 73 años de edad. Durante 21 años había vivido entre Roma, Londres y Madrid. Cuando la noticia de su fallecimiento llegó a Colombia, el gobierno de Guillermo León Valencia (partido conservador) tramitó la repatriación su cuerpo, el cual llegó por vía aérea a Bogotá y fue recibido por el presidente, aunque su fallecimiento y repatriación fue vivido con gran frialdad en Bogotá. En cambio, la llegada a Medellín fue apoteósica y de ahí fue llevado a Rionegro y enterrado en la sacristía de la catedral a los pies de la imagen de Nuestra Señora de Arma, donde actualmente se encuentra el museo de arte religioso.